# Las Barracas
Las Barracas es una casería española de la parroquia de Ardesaldo, perteneciente al municipio de Salas, en la comunidad autónoma de Asturias.

## Demografía
En 2023, la entidad singular de población de Las Barracas tenía empadronados 7 habitantes, todos ellos en diseminado.